# Palazzo Martini

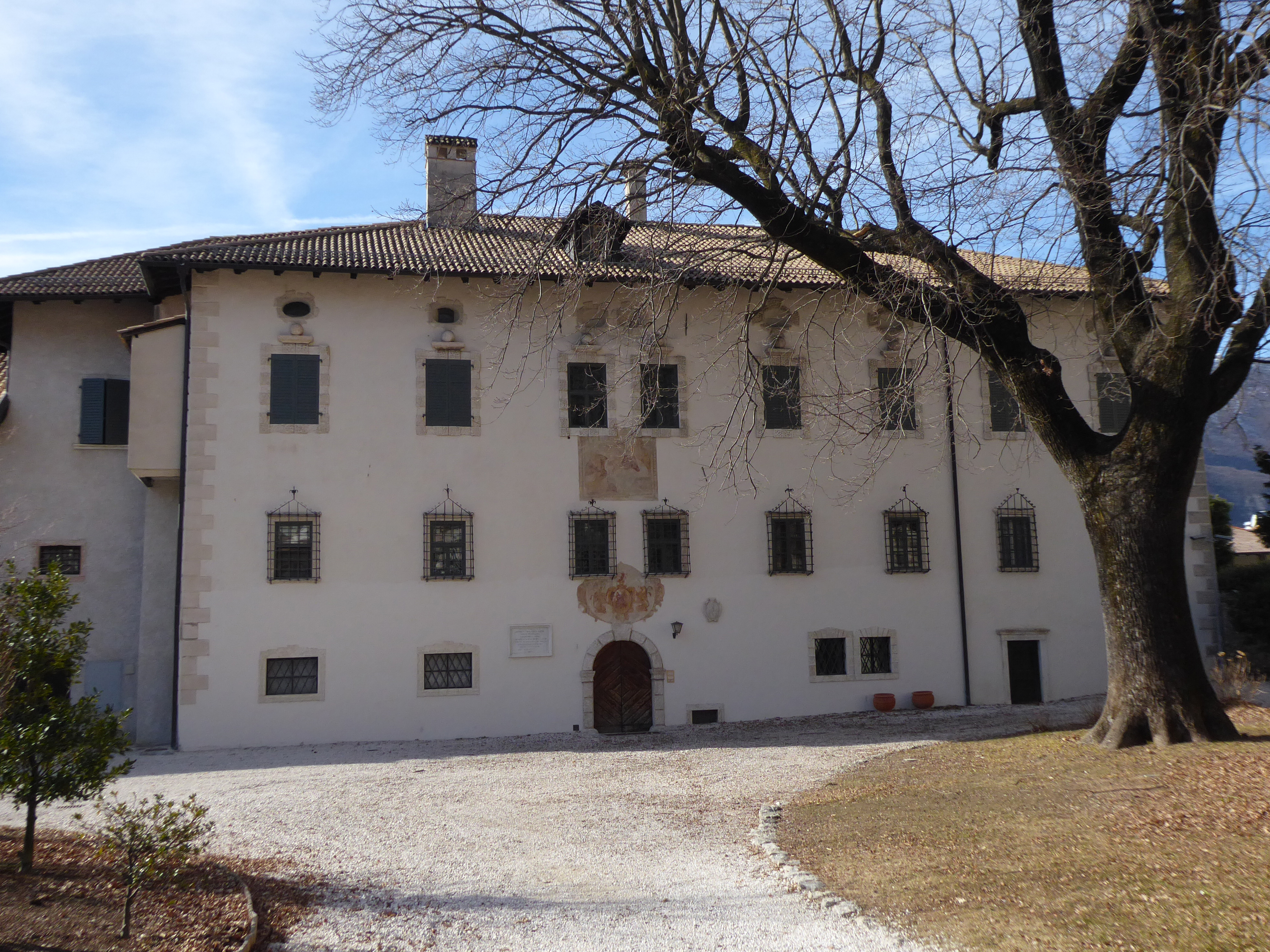
Palazzo Martini

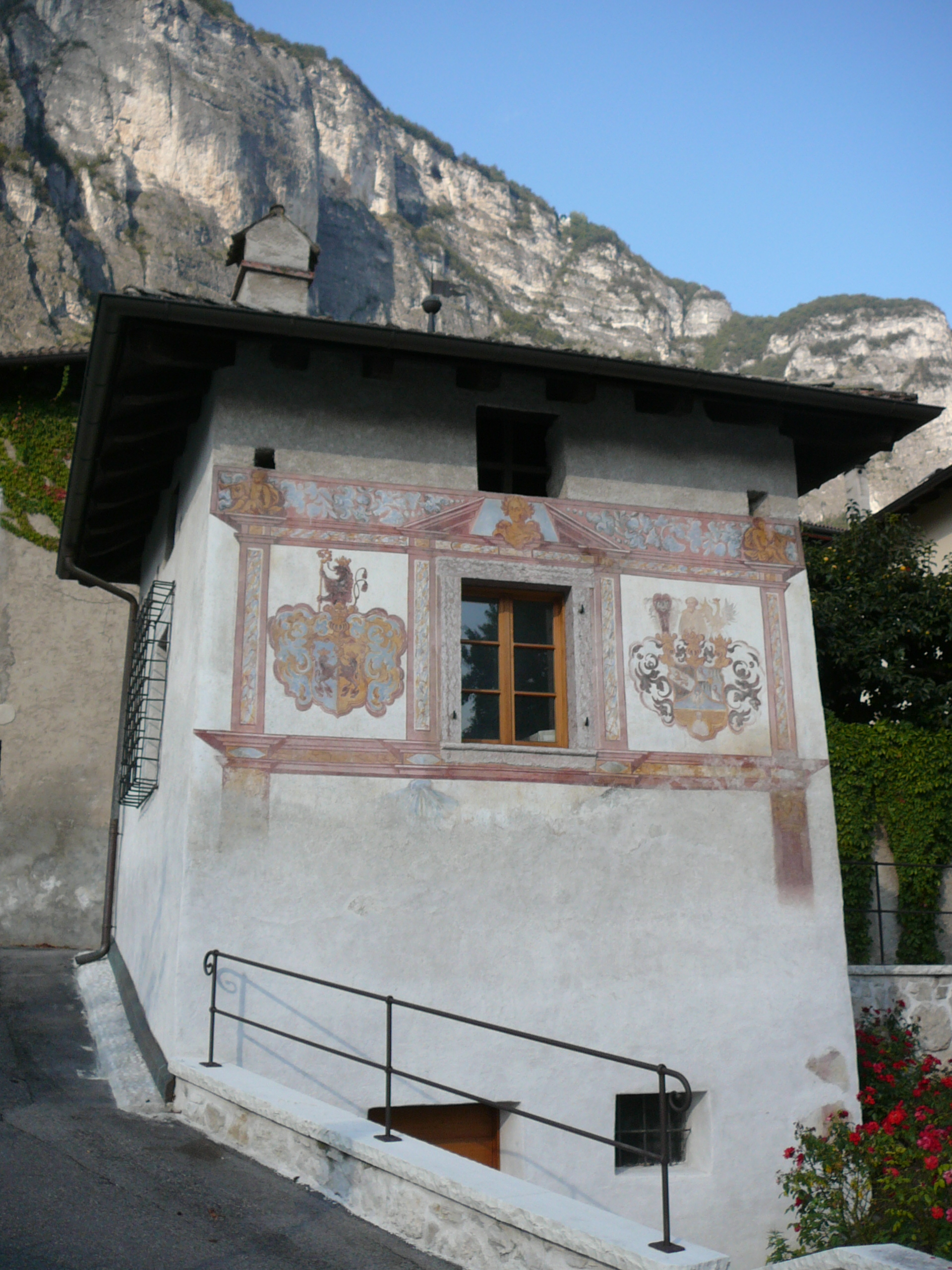
Nebengebäude

Der Palazzo Martini ist ein geschütztes Kulturdenkmal in der Gemeinde Mezzocorona im Trentino.

## Geschichte
Das heutige Anwesen entstand in der zweiten Hälfte des 17. Jahrhunderts im Renaissancestil. Als Erbauer gelten die Herren von Vescovi, die 1708 teilweise mit dem Adelsprädikat von Ulzbach in den Freiherrenstand erhoben wurden. Ihr Familienwappen ist an verschiedenen Stellen des Gebäudekomplexes dargestellt; vor allem über dem Hauptportal. Die Erbtochter Theresia Vescovi brachte das Anwesen 1714 ihrem Ehemann Karl Martini von Calliano zu. Über Jahrhunderte gehörte der Palazzo den Martini, welche mit dem Adelsprädikat „von Griengarten und Neuhof“ am 24. September 1790 in München von Kurfürst Karl Theodor von Bayern in den Reichsgrafenstand erhoben wurden. Hausherr war Anfang des 20. Jahrhunderts der k. k. Hauptmann und Abgeordnete Karl Graf Martini von Griengarten und Neuhof (1869–1918). Sein Bruder, der Bürgermeister von Mezzocorona, Johann Graf Martini di Ortesino e Cortenuova (* 1873) nahm 1935 eine Prädikatsänderung vor. 2003 verkaufte die gräfliche Familie das Herrenhaus an die Sparkasse Mezzocorona. Der Palazzo wird seither nur für besondere Anlässe genutzt.

## Beschreibung

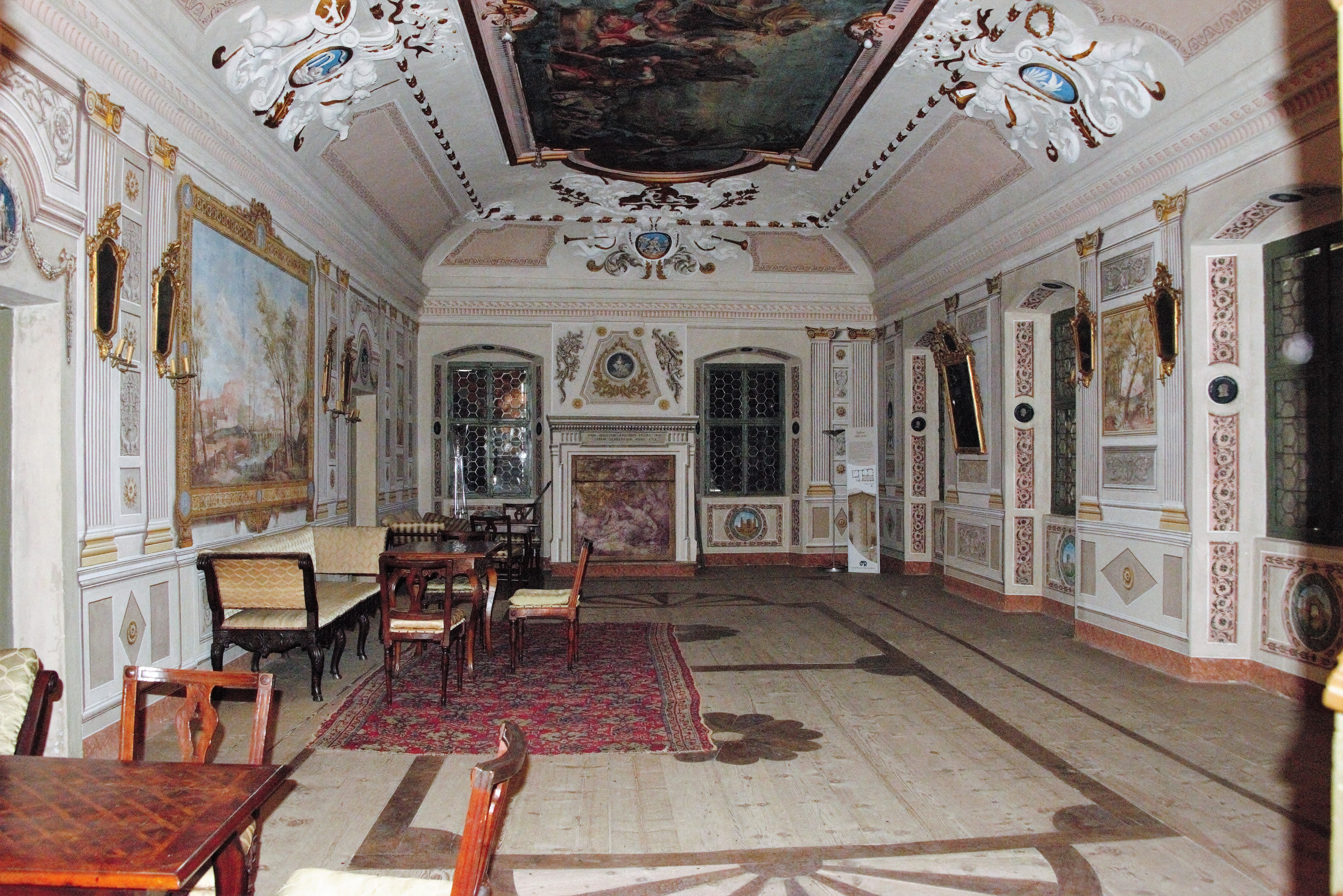
Innenraum

Es handelt sich um ein mehrstöckiges Gebäude aus der zweiten Hälfte des 17. Jahrhunderts mit steingerahmten Fenstern und Fresken, das die Heiligen Familie sowie über den Eingang das Wappen der Vescovi zeigt. Im Obergeschoss ist eine Hauskapelle untergebracht. Die Räume sind mit dekorativen Fresken, Deckengemälden, Holzvertäfelungen, Mobiliar und Kachelöfen aus dem 18. bis 20. Jahrhundert versehen. Das Haupthaus ist von Nebengebäuden und einem Garten umgeben.